# Aysel Tuğluk
Aysel Tuğluk, née le 17 juillet 1965 à Elâzığ, en Turquie, est une femme politique turque d'origine kurde, ancienne députée de la circonscription de Diyarbakir.

## Biographie
Avocate de formation, elle est membre et ex-présidente du Parti pour une société démocratique (Demokratik Toplum Partisi en turc) la principale formation pro-kurde de Turquie. Elle est l'une des 21 membres du DTP élus à l'Assemblée nationale turque lors des législatives de juillet 2007.
En février 2009, un tribunal de Diyarbakir la condamne à un an et demi de prison pour avoir fait de la « propagande » en faveur de la rébellion kurde et du Parti des travailleurs du Kurdistan, mais elle ne va pas immédiatement en prison à cause de son immunité parlementaire. Son dossier est déféré devant la Cour de cassation, qui peut dans les suivants demander au Parlement d'Ankara de lever par un vote son immunité parlementaire. Le 27 octobre 2009, elle est de nouveau condamnée à un an et demi d'emprisonnement.
Le 11 décembre 2009, malgré les inquiétudes exprimées par l'Union européenne, la Cour constitutionnelle turque dissout le Parti pour une société démocratique, soupçonné d'entretenir des liens avec le PKK, et prononce la confiscation de tous ses biens et bannit de la vie politique, pour une durée de cinq ans, trente-sept des cadres du parti dont son président Ahmet Türk et la députée Aysel Tuğluk (qui se voient également privés de leur immunité parlementaire).
Elle est libérée de prison en 2022 en raison de son état de santé.